# Peter Doohan
Peter Leslie Doohan (Newcastle, Austràlia, 2 de maig de 1961 − Austràlia, 21 de juliol de 2017) va ser un tennista australià actiu en la dècada de 1980.
En el seu palmarès consta un títol individual i cinc més en dobles masculins, que li van permetre arribar al 43è i 15è llocs en els rànquings respectius.

## Biografia
Fill de Paul i Thelma Doohan, té dues germanes anomenades Cathie Roff i Margaret Knight. Va estudiar a la Universitat d'Arkansas i va disputar el campionat de la NCAA, on va guanyar el títol l'any 1982 en la modalitat de dobles masculins. Després de la seva retirada va exercir com a entrenador de tennis a l'institut Donoho High School d'Anniston (Estats Units), on es va establir. Els seus fills són l'entrenador de tennis John Doohan i l'actor Hunter Doohan. Va morir el 21 de juliol de 2007 a causa d'una esclerosi lateral amiotròfica.

## Torneigs de Grand Slam

### Dobles masculins: 1 (0−1)
| Resultat  | Núm. | Any  | Torneig          | Parella       | Oponents                    | Marcador         |
| --------- | ---- | ---- | ---------------- | ------------- | --------------------------- | ---------------- |
| Finalista | 1.   | 1987 | Open d'Austràlia | Laurie Warder | Stefan Edberg Anders Järryd | 4−6, 4−6, 6−7(3) |

## Palmarès

### Individual: 4 (1−3)
| Títols per superfície |
| --------------------- |
| Dura (0−0)            |
| Gespa (1−3)           |
| Terra batuda (0−0)    |

| Resultat  | Núm. | Data                   | Torneig              | Superfície | Oponent          | Marcador      |
| --------- | ---- | ---------------------- | -------------------- | ---------- | ---------------- | ------------- |
| Guanyador | 1.   | 23 de desembre de 1984 | Adelaida, Austràlia  | Gespa      | Huub van Boeckel | 1−6, 6−1, 6−4 |
| Finalista | 1.   | 22 de desembre de 1985 | Adelaida             | Gespa      | Eddie Edwards    | 2−6, 4−6      |
| Finalista | 2.   | 29 de desembre de 1985 | Melbourne, Austràlia | Gespa      | Jonathan Canter  | 7−5, 3−6, 4−6 |
| Finalista | 3.   | 11 de gener de 1987    | Sydney, Austràlia    | Gespa      | Miloslav Mečíř   | 2−6, 4−6      |

### Dobles masculins: 14 (5−9)
| Títols per superfície |
| --------------------- |
| Dura (3−4)            |
| Gespa (2−4)           |
| Terra batuda (0−1)    |

| Resultat  | Núm. | Data                   | Torneig                     | Superfície   | Parella         | Oponents                      | Marcador         |
| --------- | ---- | ---------------------- | --------------------------- | ------------ | --------------- | ----------------------------- | ---------------- |
| Guanyador | 1.   | 17 de setembre de 1984 | Tel Aviv, Israel            | Dura         | Brian Levine    | Colin Dowdeswell Jakob Hlasek | 6−3, 6−4         |
| Finalista | 1.   | 23 de desembre de 1984 | Adelaida, Austràlia         | Gespa        | Brian Levine    | Broderick Dyke Wally Masur    | 6−4, 5−7, 1−6    |
| Guanyador | 2.   | 12 de juliol de 1985   | Newport, Estats Units       | Gespa        | Sammy Giammalva | Paul Annacone C. van Rensburg | 6−1, 6−3         |
| Guanyador | 3.   | 29 de juliol de 1985   | Livingston, Estats Units    | Dura         | Mike De Palmer  | Eddie Edwards Danie Visser    | 6−3, 6−4         |
| Finalista | 2.   | 24 de març de 1986     | Fort Meyers, Estats Units   | Dura         | Paul McNamee    | Andrés Gómez Ivan Lendl       | 5−7, 4−6         |
| Finalista | 3.   | 5 de gener de 1987     | Adelaida (2)                | Gespa        | Laurie Warder   | Ivan Lendl Bill Scanlon       | 7−6, 3−6, 4−6    |
| Finalista | 4.   | 25 de gener de 1987    | Open d'Austràlia, Austràlia | Gespa        | Laurie Warder   | Stefan Edberg Anders Järryd   | 4−6, 4−6, 6−7(3) |
| Finalista | 5.   | 11 de gener de 1987    | Sydney, Austràlia           | Gespa        | Laurie Warder   | Brad Drewett Mark Edmondson   | 4−6, 6−4, 2−6    |
| Finalista | 6.   | 16 d'agost de 1987     | Montreal, Canadà            | Dura         | Laurie Warder   | Pat Cash Stefan Edberg        | 7−6, 3−6, 4−6    |
| Guanyador | 4.   | 20 de juny de 1988     | Bristol, Regne Unit         | Gespa        | Laurie Warder   | Marty Davis Tim Pawsat        | 2−6, 6−4, 7−5    |
| Finalista | 7.   | 25 de setembre de 1988 | Los Angeles, Estats Units   | Dura         | Jim Grabb       | John McEnroe Mark Woodforde   | 4−6, 4−6         |
| Guanyador | 5.   | 8 d'agost de 1989      | Wellington, Nova Zelanda    | Dura         | Laurie Warder   | Rill Baxter Glenn Michibata   | 3−6, 6−2, 6−3    |
| Finalista | 8.   | 7 de maig de 1989      | Munic, Alemanya Occidental  | Terra batuda | Laurie Warder   | Javier Sánchez Balázs Taróczy | 6−7, 3−6         |
| Finalista | 9.   | 13 d'agost de 1989     | Indianapolis, Estats Units  | Dura         | Laurie Warder   | Pieter Aldrich Danie Visser   | 6−7, 6−7         |

## Trajectòria

### Individual
| Open d'Austràlia | A   | 1R  | Q1  | Q3  | 1R  | 1R   | 3R    | A   | 4R    | 2R   | 1R  | 1R  | 1R   | 0 / 9 | 6 − 9 |
| Roland Garros | A   | A   | A   | A   | A   | A    | A     | 1R  | A     | A    | A   | A   | A    | 0 / 1 | 0 − 1 |
| Wimbledon | Q2  | 1R  | Q1  | 1R  | Q3  | Q2   | 1R    | 1R  | 4R    | 1R   | Q2  | Q1  | A    | 0 / 6 | 3 − 6 |
| US Open | A   | A   | A   | A   | A   | 2R   | 1R    | A   | 1R    | A    | A   | A   | A    | 0 / 3 | 1 − 3 |
| Total Victòries−Derrotes                                                                                                   | 0−1 | 0−1 | 0−2 | 3−3 | 1−2 | 10−9 | 18−19 | 0−7 | 12−15 | 4−13 | 1−5 | 0−2 | 0−1  | 49−81 | 49−81 |
| Rànquing a final d'any | 480 |     | 549 |     | 363 | 85   | 103   | 301 | 72    | 187  | 172 | 331 | 1131 |       |       |
| Llegenda: G: Guanyador; F: Finalista; SF: Semifinalista; QF: Quarts de final; Q: Qualificació; A: Absent; RR: Round Robin; |     |     |     |     |     |      |       |     |       |      |     |     |      |       |       |

### Dobles masculins
| Open d'Austràlia | 1R  | 1R  | A   | 1R  | SF    | 3R    | A   | F     | 1R    | 3R    | 1R   | 2R  | 0 / 10  | 11 − 10 |
| Roland Garros | A   | A   | A   | A   | A     | A     | A   | A     | A     | 2R    | A    | A   | 0 / 1   | 1 − 1   |
| Wimbledon | 1R  | Q2  | A   | Q2  | SF    | 1R    | 2R  | 3R    | SF    | QF    | 2R   | 1R  | 0 / 9   | 15 − 9  |
| US Open | A   | A   | 1R  | A   | 2R    | 2R    | A   | 2R    | 3R    | A     | 3R   | A   | 0 / 6   | 7 − 6   |
| Total Victòries−Derrotes                                                                                                   | 1−3 |     | 0−1 | 0−1 | 21−10 | 24−17 | 8−8 | 31−19 | 21−13 | 24−12 | 7−13 | 4−5 | 142−106 | 142−106 |
| Rànquing a final d'any |     | 452 |     | 298 | 854   | 32    | 53  | 58    | 27    | 43    | 32   | 138 |         |         |
| Llegenda: G: Guanyador; F: Finalista; SF: Semifinalista; QF: Quarts de final; Q: Qualificació; A: Absent; RR: Round Robin; |     |     |     |     |       |       |     |       |       |       |      |     |         |         |

### Dobles mixts
| Open d'Austràlia | A  | A  | A | QF | 1R | SF | 2R | 0 / 4 | 6 − 4 |
| Roland Garros | A  | A  | A | A  | A  | 3R | A  | 0 / 1 | 1 − 1 |
| Wimbledon | 3R | 3R | A | 2R | A  | 3R | 1R | 0 / 5 | 7 − 5 |
| US Open | A  | A  | A | 1R | A  | A  | A  | 0 / 1 | 0 − 1 |
| Llegenda: G: Guanyador; F: Finalista; SF: Semifinalista; QF: Quarts de final; Q: Qualificació; A: Absent; RR: Round Robin; |    |    |   |    |    |    |    |       |       |